# Āmli
Āmli är en ort i Indien.   Den ligger i unionsterritoriet Dadra och Nagar Haveli och Daman och Diu, specifikt i distriktet Dadra och Nagar Haveli, i den västra delen av landet, 1 000 km söder om huvudstaden New Delhi. Āmli ligger 39 meter över havet och antalet invånare är 33 369.
Terrängen runt Āmli är huvudsakligen platt, men österut är den kuperad. Runt Āmli är det tätbefolkat, med 511 invånare per kvadratkilometer. Närmaste större samhälle är Vapi, 15,2 km nordväst om Āmli. Omgivningarna runt Āmli är en mosaik av jordbruksmark och naturlig växtlighet.